# Равське воєводство
51°45′56″ пн. ш. 20°15′17″ сх. д. / 51.7655° пн. ш. 20.2548° сх. д.
Ра́вське воєво́дство (лат. Palatinatus Ravensis, пол. Województwo rawskie) — адміністративно-територіальна одиниця Королівства Польського та Корони Польської в Речі Посполитій. 
Існувало в 1462⁣ — ⁣1793 роках. Створене на основі земель Мазовецького князівства. Входило до складу Великопольської провінції. Належало до регіону Мазовія. Розташовувалося в західній частині Речі Посполитої, на південному заході Мазовії. Головне місто — Рава-Мазовецька. Очолювали равські воєводи. Сеймик воєводства збирали в Раві-Мазовецькій. Мало представництво із 2 сенаторів у Сенаті Речі Посполитої. Складалося з 6 повітів. Станом на 1578 рік площа воєводства становила 6200 км². Населення в 1578 році нараховувало 138 700 осіб. Ліквідоване 1793 року під час другого поділу Речі Посполитої. Територія воєводства увійшла до складу провінції Південна Пруссія королівства Пруссія.

## Повіти
- Бельський повіт → Біла-Равська (Равська земля)
- Гомбінський повіт → Гомбін (Гостинінська земля)
- Гостинінський повіт → Гостинін (Гостинінська земля)
- Мщонівський повіт → Мщонів (Сохачевська земля)
- Равський повіт → Рава-Мазовецька (Равська земля)
- Сохачевський повіт → Сохачев (Сохачевська земля)